# El corredor (pel·lícula de 1979)
El corredor (títol original: Running) és una pel·lícula dels Estats Units de Steven Hilliard Stern estrenada el 1980. Ha estat doblada al català.

## Argument
Michael Andropolis (Michael Douglas) és un home acabat, fracassat en la seva professió, en la seva vida familiar, en la societat, es troba amb el rebuig de tots, els seus fills no el consideren, la seva dona demana el divorci, no aconsegueix treball... Però Michael reacciona, vol demostrar la seva força interior adormida, i opta pel sacrifici, l'esforç i la lluita, esperançat que la seva gesta li retorni la confiança i el respecte de tots.

## Repartiment
- Michael Douglas: Michael Andropolis
- Susan Anspach: Janet
- Lawrence Dane: Coach Walker
- Eugene Levy: Ritchie Rosenberg
- Chuck Shamata: Howard
- Philip Akin: Chuck